# Salvia guaranitica
Salvia guaranitica es una especie de planta herbácea de la familia de las lamiáceas. Es originaria de Sudamérica, incluidas Brasil, Paraguay, Uruguay y Argentina.

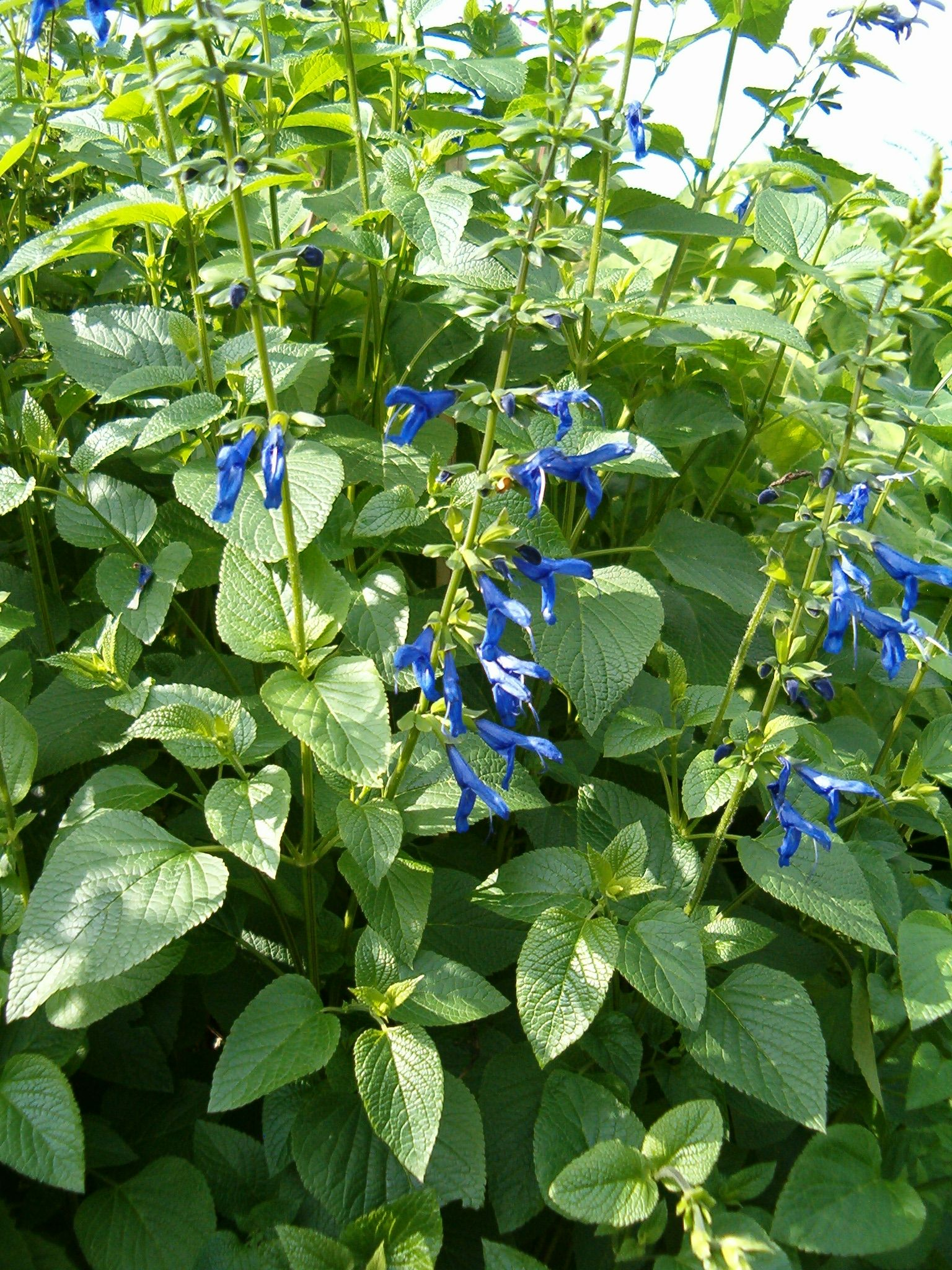
Vista de la planta

## Descripción
Es un subarbusto persistente que alcanza un tamaño de 1,2 a 1,5 m de altura, extendiéndose en un gran parche a través de sus raíces extendidas. Las hojas son ovadas, de 4 cm  de largo y casi de ancho, de color verde menta fresca, y un aroma de anís cuando se las aplasta. Las inflorescencias miden hasta 25 cm  de largo con flores en distintos tonos de azul, incluido un azul extraordinariamente puro. En las regiones frías, la floración se inicia a mediados de verano y continúa hasta las heladas.

## Cultivo
Salvia guaranitica es una popular planta ornamental en las zonas templadas. Crece con la luz solar  en un suelo bien drenado. Numerosos cultivares han sido seleccionados, incluidos los "Cielos Argentinos" (flores de color azul pálido), "Negro y Azul" (muy oscuro violeta azul cáliz), "Blue Ensign" (grandes flores de color azul), y "Splendor Purple" (flores de color púrpura brillante). El cultivar 'Blue enigma'  ha ganado el Premio al Mérito Garden de la Royal Horticultural Society.

## Taxonomía
Salvia guaranitica fue descrita por A.St.-Hil. ex Benth. y publicado en Labiat. Gen. Spec.: 298 (1833)
Etimología
Ver: Salvia
Sinonimia
- Salvia ambigens Briq.
- Salvia coerulea Benth.
- Salvia melanocalyx Briq.
- Salvia coerulea var. regnellii Benth.[5][6]